# Wigberto de Meissen
Wigberto (m. 976) fue el primer margrave de Meissen. Con la muerte de Gerón en el año 965 se reorganizó el territorio de la Marca Geronis y la parte más grande, la Marca Billunga, estaría en el actual Mecklemburgo-Pomerania Occidental, hasta el Erzgebirge y de la línea Elba-Saale al Oder alcanzando la Marca Sajona Oriental. En el sureste, alrededor del burgo de Meissen, se creó el margraviato epónimo de Meissen. 
Wigberto está mencionado sólo en el documento de fundación del arzobispado de Magdeburgo. La marca de Meissen puede que se le asignara indirectamente a él como una zona a controlar, ya que los otros dos llamados margraves Wigger I y Gunter desarrollaron actividades en el Zeitz y Merseburgo. Sólo cabe hacer suposiciones por qué no aparece Wigberto en otras fuentes. Posiblemente, no tuvo mucha actividad en su propio país, o igual su dominio no estaba allí asegurado. En el año 976 era margrave de Meissen Tiatmaro I. 